# TCF24
TCF24 (англ. Transcription factor 24) – білок, який кодується однойменним геном, розташованим у людей на 8-й хромосомі. Довжина поліпептидного ланцюга білка становить 167 амінокислот, а молекулярна маса — 17 516.
| 10         |  | 20         |  | 30         |  | 40         |  | 50         |
| ---------- |  | ---------- |  | ---------- |  | ---------- |  | ---------- |
| MDRGRPAGSP |  | LSASAEPAPL |  | AAAIRDSRPG |  | RTGPGPAGPG |  | GGSRSGSGRP |
| AAANAARERS |  | RVQTLRHAFL |  | ELQRTLPSVP |  | PDTKLSKLDV |  | LLLATTYIAH |
| LTRSLQDDAE |  | APADAGLGAL |  | RGDGYLHPVK |  | KWPMRSRLYI |  | GATGQFLKHS |
| VSGEKTNHDN |  | TPTDSQP    |  |            |  |            |  |            |

A: Аланін

D: Аспарагінова кислота

E: Глутамінова кислота

F: Фенілаланін

G: Гліцин

H: Гістидин

I: Ізолейцин

K: Лізин

L: Лейцин

M: Метіонін

N: Аспарагін

P: Пролін

Q: Глутамін

R: Аргінін

S: Серин

T: Треонін

V: Валін

W: Триптофан

Задіяний у таких біологічних процесах, як транскрипція, регуляція транскрипції. 
Білок має сайт для зв'язування з ДНК. 
Локалізований у ядрі.